# Ibrahim Rachidi
Ibrahim Rachidi (* 13. Januar 1980 in Marseille) ist ein komorisch-französischer ehemaliger Fußballspieler.

## Vereinskarriere
Rachidi gehörte in seiner Jugend mehreren Vereinen an, bevor er 2000 zunächst zum SM Caen und ein Jahr später nach Deutschland zum Karlsruher SC wechselte, wo er jeweils aber nicht den Sprung in die erste Mannschaft schaffte. 2002 ging er nach Korsika und unterschrieb bei einem Viertligisten aus L’Île-Rousse. Zwar kam er in der Mannschaft auf regelmäßige Einsätze, sein Vertrag wurde 2004 aber dennoch nicht verlängert. Im Dezember 2005 fand er im ebenfalls viertklassigen Klub SO Cassis Carnoux einen neuen Arbeitgeber. Dort avancierte er zum Stammspieler und schaffte mit der Mannschaft 2008 den Aufstieg in die dritte Liga.
2009 wechselte er nach dem Auslaufen seines Vertrags bei Cassis Carnoux zum Viertligisten US Marignane, den er jedoch 2010 nach einem Jahr wieder verließ, um mit seiner Unterschrift beim Gazélec FC Ajaccio nach Korsika zurückzukehren. Er nahm einen Stammplatz in dem Team ein, das 2012 den erstmaligen Aufstieg der Mannschaft in die zweite Liga erreichte. Am 27. Juli 2012 wurde Rachidi bei einer Begegnung gegen seinen Jugendverein SM Caen über die vollen 90 Minuten eingesetzt, womit er sein Zweitligadebüt gab und im Alter von 32 Jahren sein erstes Spiel in einer Profiliga bestritt. In der Folgezeit lief er weiterhin regelmäßig für Ajaccio auf, auch wenn er nicht fest zur Stammelf zählte. 2013 musste er nach einem Jahr den direkten Wiederabstieg in die dritte Liga hinnehmen und verließ zugleich den Verein.
Nach zwei Monaten ohne Klub wurde er im September 2013 vom Drittligisten ES Uzès Pont du Gard verpflichtet. Mit diesem stieg er am Saisonende 2013/14 ab, woraufhin er sich wenig später Sporting Toulon anschloss. Der Vertrag wurde allerdings bereits im August 2014 wieder aufgelöst, weswegen er zeitweilig ohne Arbeitgeber war. Im Januar 2015 unterschrieb er beim Viertligisten US Marignane, für den er schon einige Jahre zuvor gespielt hatte. In Marignane blieb er lediglich ein halbes Jahr und kam in diesem nicht über zwei bestrittene Partien hinaus. Zu Beginn der Spielzeit 2015/16 wechselte er zum in die dritte Liga aufgestiegenen GS Consolat aus seiner Geburtsstadt Marseille. Im Sommer 2016 beendete er vorübergehend seine Spielerlaufbahn und wurde als Jugendtrainer beim Erstligisten Olympique Marseille eingestellt. Ab dem Beginn des Jahres 2017 wurde er in der zweiten Mannschaft von Olympique Marseille aufgeboten.

## Nationalmannschaft
Der dank seines komorischen Ursprungs für die komorische Nationalauswahl spielberechtigte Rachidi wurde für ein Länderspiel gegen Sambia am 4. September 2011 nominiert. Die Partie, die in Mitsamiouli auf den Komoren ausgetragen wurde, bestritt der Spieler zu seiner Zeit in der dritten Liga bei Ajaccio. Dem folgte ein weiterer Einsatz, den Rachidi im November desselben Jahres bei einem 1:4 gegen Mosambik verbuchte. Danach wurde der Fußballer, der bei seinem Debüt bereits 31 Jahre alt gewesen war, nicht mehr für die Nationalelf berücksichtigt. Im Frühjahr 2014 gelang ihm die Rückkehr in die Auswahl, für die er anschließend regelmäßig zum Einsatz kam.